# کارلوس سیمون
کارلوس اگینو سیمون در ۳ سپتامبر ۱۹۶۵ به دنیا آمد او از سال ۱۹۹۸ به جمع داوران بین‌المللی پیوست او اولین قضاوت بین‌المللی اش را بین دو تیم اکوادور و پرو را سوت زد.
او در جام جهانی ۲۰۰۲، جام جهانی ۲۰۰۶ و جام جهانی ۲۰۱۰ حضور داشته‌است.